# NGC 282
NGC 282 este o galaxie eliptică, posibil lenticulară, situată în constelația Peștii. A fost descoperită în 13 octombrie 1879 de către Édouard Stephan.